# Ramón Grosso
Ramón Moreno Grosso (Madrid, 1943. december 8. – Madrid, 2002. február 13.) válogatott spanyol labdarúgó, csatár, edző.

## Pályafutása

### Klubcsapatban
1963–64-ben a Plus Ultra csapatában játszott. 1964-ben kölcsönben az Atlético Madrid játékos volt. 1964 és 1976 között a Real Madrid labdarúgója volt, ahol hét spanyol bajnoki címet és három kupagyőzelmet szerzett. Tagja volt az 1965–66-os idényben BEK-győztes csapatnak.

### A válogatottban
1967 és 1970 között 14 alkalommal szerepelt a spanyol válogatottban és egy gólt szerzett.

### Edzőként
1987-ben és 1997-ben a Real Madrid B-csapatának az edzője volt. 1991-ben a Real Madrid első csapatának a megbízott vezetőedzője volt.

## Sikerei, díjai
Real Madrid
- Spanyol bajnokság
  - bajnok (7): 1964–65, 1966–67, 1967–68, 1968–69, 1971–72, 1974–75, 1975–76
- Spanyol kupa
  - győztes (3): 1970, 1974, 1975
- Bajnokcsapatok Európa-kupája (BEK)
  - győztes: 1965–66
- Kupagyőztesek Európa-kupája (KEK)
  - döntős: 1970–71

## Statisztika

### Mérkőzései a spanyol válogatottban
| Spanyolország | Spanyolország      | Spanyolország                          | Spanyolország | Spanyolország | Spanyolország | Spanyolország | Spanyolország | Spanyolország |
| #             | Dátum              | Helyszín                               | Hazai         | Eredmény      | Vendég        | Kiírás        | Gólok         | Esemény       |
| ------------- | ------------------ | -------------------------------------- | ------------- | ------------- | ------------- | ------------- | ------------- | ------------- |
| 1.            | 1967. február 1.   | Isztambul, Ali Sami Yen Stadion        | Törökország   | 0 – 0         | Spanyolország | Eb-selejtező  | -             |               |
| 2.            | 1967. május 24.    | London, Wembley Stadion                | Anglia        | 2 – 0         | Spanyolország | barátságos    | -             |               |
| 3.            | 1967. május 31.    | Bilbao, San Mamés Stadion              | Spanyolország | 2 – 0         | Törökország   | Eb-selejtező  | 1             | 63'           |
| 4.            | 1967. október 1.   | Prága, Slavia Stadion                  | Csehszlovákia | 1 – 0         | Spanyolország | Eb-selejtező  | -             |               |
| 5.            | 1968. április 3.   | London, Wembley Stadion                | Anglia        | 1 – 0         | Spanyolország | Eb-selejtező  | -             |               |
| 6.            | 1968. május 8.     | Madrid, Santiago Bernabéu stadion      | Spanyolország | 1 – 2         | Anglia        | Eb-selejtező  | -             |               |
| 7.            | 1968. december 11. | Madrid, Santiago Bernabéu stadion      | Spanyolország | 1 – 1         | Belgium       | vb-selejtező  | -             |               |
| 8.            | 1969. február 23.  | Liège, Stade de Sclessin               | Belgium       | 2 – 1         | Spanyolország | vb-selejtező  | -             |               |
| 9.            | 1969. március 26.  | Valencia, Estadio Mestalla             | Spanyolország | 1 – 0         | Svájc         | barátságos    | -             |               |
| 10.           | 1969. április 23.  | Sevilla, Estadio Ramón Sánchez-Pizjuán | Spanyolország | 0 – 0         | Mexikó        | barátságos    | -             |               |
| 11.           | 1969. április 30.  | Barcelona, Camp Nou                    | Spanyolország | 2 – 1         | Jugoszlávia   | vb-selejtező  | -             | 46'           |
| 12.           | 1969. június 25.   | Helsinki, Olimpiai Stadion             | Finnország    | 2 – 0         | Spanyolország | vb-selejtező  | -             |               |
| 13.           | 1970. február 21.  | Madrid, Santiago Bernabéu stadion      | Spanyolország | 2 – 2         | Olaszország   | barátságos    | -             | 46'           |
| 14.           | 1970. április 22.  | Lausanne, Olimpiai Stadion             | Svájc         | 0 – 1         | Spanyolország | barátságos    | -             | 46'           |
|               | Összesen           |                                        |               | 14            | mérkőzés      |               | 1             | gól           |